# Orchithemis
Genre
Orchithemis est un genre dans la famille des Libellulidae appartenant au sous-ordre des anisoptères dans l'ordre des odonates. Il comprend trois espèces.

## Espèces du genreOrchithemis
- Orchithemis pruinans (Selys, 1878)
- Orchithemis pulcherrima Brauer, 1878
- Orchithemis xanthosoma Laidlaw, 1911